# Markus Nickel
Markus Nickel (* 1966 in Wiesbaden) ist ein deutscher evangelisch-lutherischer Kirchenmusiker und Komponist.

## Leben
Markus Nickel, Sohn eines Kirchenmusikers, absolvierte die D- und C-Prüfung bereits in der Schulzeit. Nach dem Abitur studierte er an der Fachakademie für evangelische Kirchenmusik in Bayreuth (B-Prüfung) und nach einem einjährigen Praktikum in Weißenburg an der Musikhochschule Würzburg (A-Examen).
Seit 1993 arbeitet er als Kantor in Nürnberg, lange Jahre an der Gustav-Adolf-Gedächtniskirche, derzeit als Kirchenmusikdirektor an der Mögeldorfer St. Nikolaus und St. Ulrich-Kirche und als Dekanatskantor in den Prodekanaten Nürnberg-Ost und Nürnberg-Süd. 2003 wurde er zum Kirchenmusikdirektor ernannt.

## Werke (Auswahl)
- Mondschein im Herzen – ein Singspiel zu Matthias Claudius. Strube Verlag, München 2014.
- Ein feste Burg ist unser Gott – befreit glauben und zuversichtlich leben.  Strube Verlag, München 2016.
- Du bist nicht allein. 40 neue Lieder für die Gemeinde mit Texten von Reinhard Ellsel. Strube Verlag, München 2020.